# エンジェル・ウィッチ
エンジェル・ウィッチ（Angel Witch）は、イングランド出身のヘヴィメタル・バンド。
1970年代末に勃興したムーヴメント「NWOBHM」から最初期に台頭したグループの一つ。ダークネスなスタイルを特徴とし、ヘヴィメタルのイメージに影響を与えている。

## 概要・略歴

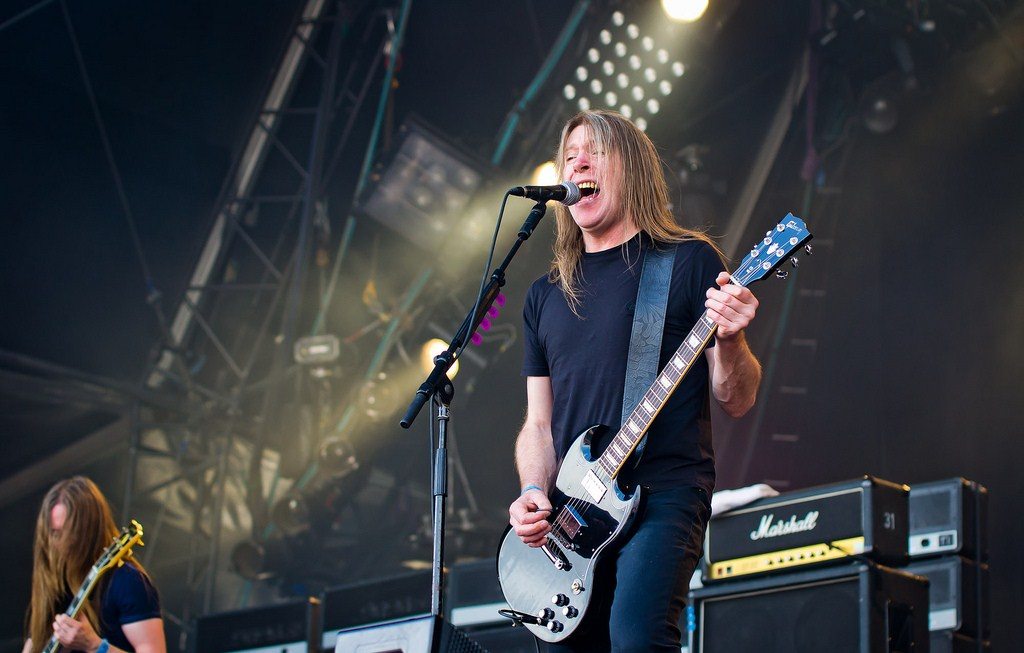
創設者ケヴィン・ヘイボーン (2011年6月)

1976年、ケヴィン・ヘイボーン（ボーカル、ギター）によってロンドンで結成。当初はルシファー (Lucifer)というバンド名だったが、分裂してスピード (Speed)となり、エンジェル・ウィッチへという変遷を経ている。
1980年、ブロンズ・レコードより、セルフタイトルのデビュー・アルバム『エンジェル・ウィッチ』をリリース。
2009年、初来日公演を開催。
2012年、26年ぶりのオリジナル・アルバム『アズ・アバヴ・ソー・ビロウ』をリリース。

## メンバー
※2018年時点

### 現ラインナップ
- ケヴィン・ヘイボーン (Kevin Heybourne) - ボーカル、ギター (1977年– )
- ジミー・マーティン (Jimmy Martin - ギター (2015年– )
- ウィル・パーマー (Will Palmer - ベース (2009年– )
- フレデリック・ヤンソン (Fredrik Jansson - ドラム (2016年– )

### 旧メンバー
- スティーヴ・コールマン (Steve Coleman) - ドラム (1977年–1978年)
- ケヴィン・リドルス (Kevin "Skids" Riddles) - ベース (1978年–1981年)
- デイヴ・ホッグ (Dave Hogg) - ドラム (1978年–1980年、1984年–1985年)
- ロブ・ダウニング (Rob Downing) - ギター (1978年)
- ザ・ジャーマン (The German) - ギター (1979年)
- デイヴ・ダフォート (Dave Dufort) - ドラム (1980年–1981年)
- ロジャー・マーズデン (Roger Marsden) - ボーカル (1982年)
- ジェリー・カニンガム (Jerry Cunningham) - ベース (1982年)
- リッキー・ブルース (Ricky Bruce) - ドラム (1982年)
- デイヴ・タットゥム (Dave Tattum) - ボーカル (1984年–1986年)
- ピート・ゴーデリアー (Pete Gordelier) -ベース (1984年–1987年)
- スペンサー・ホルマン (Spencer Holman) - ドラム (1984年–1986年)
- グラント・デニソン (Grant Dennison) - ギター (1989年–1990年)
- ジョン・トーレス (Jon Torres) - ベース (1989年–1990年) ※2013年死去
- ダグ・ピアシー (Doug Piercy) - ギター (1990年–1992年)
- トム・ハンティング (Tom Hunting) - ドラム (1990年–1993年)
- リー・アルタス (Lee Altus) - ギター (1993年–1995年)
- ダレン・ミンター (Darren Minter) - ドラム (1994年–1998年)
- マイク・テイラー (Myk Taylor) - ギター (1996年–1998年) ※2003年死去
- キース・ハーズバーグ (Keith Herzberg) - ギター (2000年–2002年)
- リッチー・ウィックス (Richie Wicks) - ベース (2000年–2002年)
- スコット・ハイアム (Scott Higham) - ドラム (2000年–2002年)
- クリス・フラール (Chris Fullard) - ギター (2009年–2010年)
- アンディー・プレストアッジ (Andy Prestidge) - ドラム (2009年–2015年)
- ビル・スティアー (Bill Steer) - ギター (2010年–2014年)
- トム・ドレイパー (Tom Draper) - ギター (2013年–2015年)

## ディスコグラフィ

### スタジオ・アルバム
- 『エンジェル・ウィッチ』 - Angel Witch (1980年、Bronze) ※旧邦題『悪魔の翼』。ジャケットには以前ジョン・マーティン作とされていた「伏魔殿に入る堕天使」が使われた。
- Screamin' 'n' Bleedin' (1985年、Killerwatt)
- Frontal Assault (1986年、Killerwatt)
- 『アズ・アバヴ・ソー・ビロウ』 - As Above, So Below (2012年、Metal Blade)
- 『エンジェル・オブ・ライト』 - Angel of Light (2019年、Metal Blade)

### ライブ・アルバム
- Live (1990年、Metal Blade)
- 82 Revisited (1996年、IRS)
- 2000: Live at the LA2 (2000年、Angel Witch)
- Angel of Death (2006年、Mausoleum) ※『82 Revisited』の再発盤
- 『バーン・ザ・ホワイト・ウィッチ ライヴ・イン・ロンドン』 - Burn the White Witch - Live in London (2009年)

### シングル
- "Sweet Danger" (1980年、EMI)
- 「エンジェル・ウィッチのテーマ」 - "Angel Witch" (1980年、Bronze)
- "Loser" (1981年、Bronze)
- "Goodbye" (1985年、Killerwatt)
- "They Wouldn't Dare" (2003年、Archaic Temple Productions)

### コンピレーション・アルバム
- Doctor Phibes (1986年、Raw Power)
- Screamin' Assault (1988年)
- Resurrection (1998年)
- Sinister History (1999年)

### トリビュート・アルバム
- Tribute to Angel Witch (2007年、Unbroken Metal)

## 日本公演
- 2009年
- 2012年
- 2017年 OUTRAGE 極悪際17